# Вест-Гленс-Фоллс (Нью-Йорк)
Вест-Гленс-Фоллс (англ. West Glens Falls) — переписна місцевість (CDP) в США, в окрузі Воррен штату Нью-Йорк. Населення — 9473 особи (2020).

## Географія
Вест-Гленс-Фоллс розташований за координатами 43°18′7″ пн. ш. 73°41′17″ зх. д. / 43.30194° пн. ш. 73.68806° зх. д. (43.301983, -73.688019).  За даними Бюро перепису населення США в 2010 році переписна місцевість мала площу 12,46 км², з яких 12,13 км² — суходіл та 0,34 км² — водойми.

## Демографія
Згідно з переписом 2010 року, у переписній місцевості мешкала 7071 особа в 2713 домогосподарствах у складі 1915 родин. Густота населення становила 567 осіб/км².  Було 2850 помешкань (229/км²).
Расовий склад населення:
| - 96,7 % — білих - 0,7 % — чорних або афроамериканців - 0,7 % — азіатів - 0,2 % — корінних американців |

До двох чи більше рас належало 1,4 %. Частка іспаномовних становила 1,3 % від усіх жителів.
За віковим діапазоном населення розподілялося таким чином: 23,7 % — особи молодші 18 років, 62,6 % — особи у віці 18—64 років, 13,7 % — особи у віці 65 років та старші. Медіана віку мешканця становила 40,9 року. На 100 осіб жіночої статі у переписній місцевості припадало 93,5 чоловіків;  на 100 жінок у віці від 18 років та старших — 88,4 чоловіків також старших 18 років.
Середній дохід на одне домашнє господарство  становив 69 303 долари США (медіана — 52 701), а середній дохід на одну сім'ю — 78 930 доларів (медіана — 62 314). Медіана доходів становила 53 491 долар для чоловіків та 32 482 долари для жінок. За межею бідності перебувало 12,4 % осіб, у тому числі 16,6 % дітей у віці до 18 років та 4,8 % осіб у віці 65 років та старших.
Цивільне працевлаштоване населення становило 3792 особи. Основні галузі зайнятості: освіта, охорона здоров'я та соціальна допомога — 27,6 %, роздрібна торгівля — 19,3 %, мистецтво, розваги та відпочинок — 13,5 %, науковці, спеціалісти, менеджери — 8,6 %.